# FruitDealer
Ким Вон Ги (кор. 김원기, род. 27 июля 1985 года, Ыйджонбу, Республика Корея), более известный под своими никнеймами Cool и FruitDealer, — корейский профессиональный игрок в StarCraft II, игравший за расу зергов, в дальнейшем — киберспортивный тренер по League of Legends. Первый чемпион Global StarCraft II League. За свою карьеру FruitDealer заработал более 100 000 долларов призовых.

## Биография
Ким Вон Ги был заядлым фанатом Blizzard Entertainment; он играл во все основные серии игр — StarCraft, Warcraft и Diablo. Некоторое время он был профессиональным игроком в StarCraft: Brood War под никнеймом Cool и выступал в Proleague, однако со временем потерял мотивацию. Болезнь отца заставила его оставить карьеру киберспортсмена вовсе. Через некоторое время его мать открыла фруктовую лавку, и он начал помогать в ней, в честь чего поменял своей никнейм на FruitDealer. По словам Кима, когда вышел StarCraft II, он был не сильно заинтересован в игре, поскольку был не в лучшей форме, к тому же, ему «было сложно адаптироваться к трёхмерной графике». Кроме того, раса, за которую он играл — зерги — считалась самой слабой в игре, и он даже думал её сменить.
Когда при сотрудничестве Blizzard и GOMTV была организована Global StarCraft II League, Ким стал меньше работать в лавке и больше тренироваться для выступления на турнире. Несмотря на слабость его расы, ему удалось дойти до финала и одержать победу. По словам FruitDealer, перед финалом он думал, что будет очень нервничать на большой сцене, однако он поговорил со своим соперником, IntoTheRainbow, они договорились «просто играть в своё удовольствие».
В 2011 году FruitDealer дошёл до финала IEM Season VI — New York, в котором проиграл Пак «DongRaeGu» Су Хо со счётом 2:3. К тому времени он начал активно играть в League of Legends, надеясь перейти в эту дисциплину в качестве тренера.
11 июля 2011 года FruitDealer присоединился к команде StarTale. 5 марта 2012 года он становится тренером StarTale по League of Legends, тем самым завершая свою карьеру киберспортсмена.

## Стиль игры
Стивен «stuchiu» Чиу отмечает у FruitDealer очень хорошее для того времени понимание игры и грамотное использование связок юнитов (например, тараканов, обладающих дистанционной атакой, и зерглингов, мешающих перемещению соперника). На первом сезоне Global StarCraft II League FruitDealer одним из первых начал использовать транспортных надзирателей в качестве бомбардировщиков: он загружал в них гиблингов, взрывающихся при контакте с врагом и наносящих урон по области, и сбрасывал их на отряды соперника. Со временем FruitDealer играл всё более и более агрессивно, по мнению Стивена, потому, что агрессивный стиль игры легче тренировать и исполнять.
По словам FruitDealer, он отводил на тренировки значительно меньше времени, чем другие киберспортсмены — 3—4 часа в день в среднем, однако проводил их с максимальной концентрацией, эффективно используя отведёное время. По воспоминаниям киберспортсмена Грегори Эндрю «IdrA» Филдса, FruitDealer иногда просил его сыграть игру, а потом прямо во время игры говорил «ага, я понял» и уходил.

## Достижения
- 2010 Global StarCraft II League Open Season 1 (1 место)[3]
- IEM Season VI — Global Challenge New York (2 место)[3]